# Брунцлик, Бедржих
Бедржих Брунцлик (чеш. Bedřich Brunclík, 6 июля 1946, Прага) — чехословацкий хоккеист, центральный нападающий. Серебряный призёр чемпионата мира 1971 года.

## Биография
Бедржих Брунцлик известен по выступлениям за клуб ВСЖ (Кошице). Кроме двух сезонов, проведённых в армейской команде «Дукла Литомержице», Панхартек всю свою карьеру играл за «Кошице». За 16 сезонов, проведённых в чехословацкой лиге, Брунцлик провёл 587 матчей, забил 237 голов.
Главным успехом Брунцлика стала серебряная медаль чемпионата мира 1971 года. Чемпион Европы 1971. Всего за сборную Чехословакии сыграл 21 матч, забил 5 голов.
После окончания карьеры хоккеиста стал тренером. Тренировал клубы ВСЖ (Кошице), «Польди» (Кладно), «Херенвен Ойлерз», «Гронинген», «Попрад», также в сезоне 1991/92 был ассистентом Юлиуса Шуплера в молодёжной сборной Чехословакии.